# 1935 Lucerna
Az 1935 Lucerna (ideiglenes jelöléssel 1973 RB) a Naprendszer kisbolygóövében található aszteroida. Paul Wild fedezte fel 1973. szeptember 2-án.